# Вилкан (перевал)
Вилкан (рум. Pasul Vâlcan) — гірський перевал в Румунії, у західній частині Південних Карпат, на території повіту Хунедоара.
Через перевал проходить автодорога DJ664. За оцінкою румунської дорожньої поліції дорога входить в десятку найскладніших автомобільних шляхів країни. Максимальна висота над рівнем моря — 1.261 м.